# Taça de Portugal 1951/52
Die Taça de Portugal 1951/52 war die zwölfte Austragung des portugiesischen Pokalwettbewerbs. Er wurde vom portugiesischen Fußballverband ausgetragen. Das Finale fand am 15. Juni 1952 im Estádio Nacional von Oeiras statt. Benfica Lissabon gewann zum dritten Mal in Folge den Pokal.
Bis zum Halbfinale wurden alle Begegnungen in Hin- und Rückspiel ausgetragen. Bei Gleichstand in den beiden Spielen gab es ein Entscheidungsspiel.

## Teilnehmende Teams
| Primeira Divisão (14) | Segunda Divisão (1) | Madeira-Meister (1) |
| --- | ------------------- | ------------------- |
| - Académica de Coimbra - Atlético CP - FC Barreirense - Belenenses Lissabon - Benfica Lissabon - Boavista Porto - Sporting Braga - SC Covilhã - GD Estoril Praia - Clube Oriental de Lisboa - FC Porto - SC Salgueiros - Sporting Lissabon - Vitória Guimarães | - Juventude Évora   | - Marítimo Funchal  |

## Achtelfinale
|                      | Gesamt |                          | Hinspiel | Rückspiel |
| -------------------- | ------ | ------------------------ | -------- | --------- |
| Académica de Coimbra | 3:7    | Belenenses Lissabon      | 2:2      | 1:5       |
| SC Salgueiros        | 3:3    | Vitória Guimarães        | 2:1      | 1:2       |
| Atlético CP          | 3:7    | Juventude Évora          | 2:2      | 1:5       |
| GD Estoril Praia     | 2:9    | Benfica Lissabon         | 0:1      | 2:8       |
| Boavista Porto       | 2:5    | SC Covilhã               | 2:0      | 0:5       |
| FC Barreirense       | 7:2    | Clube Oriental de Lisboa | 6:1      | 1:1       |
| Sporting Braga       | 02:11  | FC Porto                 | 1:1      | 01:10     |
| Marítimo Funchal     | 3:7    | Sporting Lissabon        | 1:2      | 2:5       |

### Entscheidungsspiel
|               | Ergebnis |                   |
| ------------- | -------- | ----------------- |
| SC Salgueiros | 4:0      | Vitória Guimarães |

## Viertelfinale
|                   | Gesamt |                | Hinspiel | Rückspiel |
| ----------------- | ------ | -------------- | -------- | --------- |
| Juventude Évora   | 4:8    | FC Barreirense | 3:3      | 1:5       |
| Benfica Lissabon  | 9:2    | SC Covilhã     | 7:0      | 2:2       |
| Sporting Lissabon | 5:2    | SC Salgueiros  | 3:1      | 2:1       |
| FC Porto          | 5:1    | SC Salgueiros  | 2:0      | 3:1       |

## Halbfinale
|                | Gesamt |                   | Hinspiel | Rückspiel |
| -------------- | ------ | ----------------- | -------- | --------- |
| FC Barreirense | 2:6    | Benfica Lissabon  | 2:1      | 0:5       |
| FC Porto       | 4:4    | Sporting Lissabon | 2:0      | 2:4       |

### Entscheidungsspiel
|                   | Ergebnis |          |
| ----------------- | -------- | -------- |
| Sporting Lissabon | 5:2      | FC Porto |

## Finale
| Paarung           | Benfica Lissabon – Sporting Lissabon |
| Ergebnis          | 5:4 (1:1) |
| Datum             | 15. Juni 1952 |
| Stadion           | Estádio Nacional, Oeiras |
| Schiedsrichter    | Joaquim Reis e Santos |
| Tore              | 0:1 Albano Perreira (9., Foulelfmeter) 1:1 Rogério Pipi (11., Foulelfmeter) 2:1 Eduardo José Corona (49.) 2:2 Rola (51.) 2:3 João Martins (55.) 3:3 Rogério Pipi (69.) 3:4 Rola (71.) 4:4 José Aguas (73.) 5:4 Rogério Pipi (90.) |
| Benfica Lissabon  | José Bastos – Joaquim Fernandes, Artur Santos, Félix Antunes – Francisco Ferreira , Eduardo José Corona, José Rosário, Rogério Pipi, Francisco Moreira – Arsénio Duarte, José Águas Cheftrainer: Cândido Tavares                  |
| Sporting Lissabon | Carlos Gomes – Juvenal Silva, Joaquim Pacheco, Manuel Passos – Veríssimo Alves, Júlio Cernadas Pereira – Pacheco Nobre, Albano Perreira, José Travassos, João Martins, Rola Cheftrainer: Randolph Galloway ( England)             |